# パズルガールズ (ゲーム)
『パズルガールズ』（PUZZLE GIRLS）は、アイゼンクラウドゲームが運営していたスマートフォン用のゲームアプリ。日本では2021年7月25日にリリースされた。中華圏での主な略称は艦P（簡体字：舰P）。

## 作品概要
2013年にサービスを開始した日本のブラウザゲーム『艦隊これくしょん -艦これ-』のヒットに端を発し、中華圏で数多く企画・製作された艦船擬人化を題材とするゲームの1作で、中国製で日本に進出した艦船擬人化ゲームとしては累計で8タイトル目にあたるが、原題の『宇航少女』に見られるように海洋ではなく宇宙が舞台とされていることや、艦嬌（かんきょう）と総称される登場キャラクターの出典が歴史上の軍艦の名を冠したものだけでなくさらに遡った古代から中世の海賊船や伝承上の船舶、星座の名を冠した架空の宇宙船など雑多なため、中国製で日本に進出した艦船擬人化ゲームとしてはやや亜流に属する。
2022年時点においてApp StoreやGoogle Playを通じて公式にリリースされているのは日本のみで、中国大陸では中国政府文化部の新作ゲーム審査が停滞した影響でリリースの目処が立っておらず、台湾・香港・マカオでは原題の『宇航少女』として紹介されているものの、QooApp経由で日本のAndroid版がダウンロード出来るに過ぎない。
また、東南アジアでは日本版のリリースと同時期に"Starfleet Battle"、のち"Space Giris Fleet"のタイトルで開発元のHat4Loveがβテストを実施していた。
2022年7月14日にCTWからリリースされたブラウザゲーム『艦隊少女』は、ゲームシステム・キャラクターデザインおよび登場キャラクターを「艦嬌」（かんきょう）と総称する設定や各個の名称までが同一のものとなっていた。
2022年10月のTwitter更新を最後に運営からのゲーム内更新告知が途絶え、2023年7月8日頃からサーバに接続できなくなったと報じられた。11日に接続が復旧したものの、これに対する運営からの説明はない。その後、同年12月28日をもってサービス終了。『艦隊少女』の方は以後もサービスを継続していたが、2024年2月29日をもってこちらもサービス終了となった。

## ストーリー
人類が宇宙開拓に乗り出した未来。ある惑星に遺されていた未知の技術を基に艦嬌と呼ばれる人型の宇宙戦艦が開発されたことによって、その行動範囲は飛躍的に拡大を遂げた。主人公はスペースガールズフリートの前線指揮官として艦嬌たちと宇宙の未踏区域を開拓し時には人類勢力同士の衝突の仲裁へ乗り出すことになる。

## ゲームシステム
オーソドックスなマッチ3ゲーム形式のシステムを採用しており、7×5のフィールド上に配置された5種類のドロップ（緑＝自然、黄色＝光輝、青＝極寒、赤＝火炎、紫＝暗闇）をタテ・ヨコのいずれかで3個以上揃えることにより消去し、敵にダメージを与えられる。消去分のドロップ補充により連鎖が発生した場合はコンボ成立で、より大きなダメージが追加される。ドロップの消去時に発射される弾はまっすぐ上に飛んで行くため、画面上部の敵配置によっては弾が当たらない場合もあるためどのマスのドロップを消すと敵に当たるのかを考慮しなければならない。
艦隊は5隻1組で、それぞれドロップに対応した属性が付与されている。属性に合ったドロップを消去することによって必殺技ゲージが蓄積され、満タンになると強力な必殺技を発動可能になる。

## 艦嬌
キャスト五十音順。■は架空艦、▲は艦船以外の由来を持つ船舶。
- 青山桜子 - 夕張、睦月、■ウィンディーネ
- 厚木那奈美 - アクィラ
- 天野聡美 - 五十鈴
- 安済知佳 - ■アリア、レキシントン
- 五十嵐裕美 - ▲ピークォド
- 石上静香 - ワシントン、フッド
- 石川由依 - タシュケント、■ウィンド・オブ・イサカ
- 市ノ瀬加那 - 如月
- 井上ほの花 - 摩耶、ザラ
- 上坂すみれ - リラ（イタリア語版）
- 上田麗奈 - ル・ファンタスク、■幽霊船Ω
- 内田彩 - シャルンホルスト
- 内山茉莉 - 響
- 大森日雅 - 長門、冬月、霜月
- 岡咲美保 - 瑞鶴
- 小倉唯 - ニュージャージー、■ジェミニ
- 春日望 - モーリス（英語版）、▲ナグルファル
- 加藤英美里 - 神通、ミネアポリス
- 菊池紗矢香 - グラーフ・シュペー、フレッチャー（初期艦）、ニコラス
- 木野日菜 - U-47
- 小泉萌香 - 愛宕
- 小清水亜美 - 赤城、プリンツ・オイゲン
- 斉藤朱夏 - ウォーリア、妙高
- 桜木夕 - ウラル（初期艦）、■シルフ
- 白石晴香 - キーロフ、カヴァラ
- 鈴代紗弓 - 大潮
- 竹達彩奈 - 白露、■幽霊船X
- 橘一花 - 朝潮

- 立花日菜 - 蒼龍、鳥海
- 田中貴子 - レンジャー、▲ノアズアーク
- 田中理恵 - 加賀
- 土屋李央 - ティルピッツ、インドミタブル、■ドルフィヌス
- 戸松遥 - 翔鶴
- 富田美憂 - 綾波
- 中原麻衣 - グナイゼナウ
- 七海こころ - レナウン、■ペガサス、▲アルゴー
- 南條愛乃 - マサチューセッツ、エンタープライズ
- 能登麻美子 - 飛龍
- 花澤香菜 - 雪風
- 花守ゆみり - ヘルゴラント、■スコーピオ
- 林鼓子 - ヴェネト、阿賀野
- 春野杏 - 榛名（初期艦）、ラトナ
- ファイルーズあい - 金剛、ジャン・バール
- 堀江由衣 - ゼーフント
- 本渡楓 - ▲サンタ・マリア、■カロン
- 松本花雪 - ビクトリー、アヴローラ、▲クイーン・アンズ・リベンジ
- 美波わかな - アーク・ロイヤル、ウィチタ
- 宮本侑芽 - イラストリアス
- 森嶋優花 - 龍鳳、■イフリート
- 柳原かなこ - 羽黒
- 矢野妃菜喜 - ヘレナ
- 山田麻莉奈 - グラーフ・ツェッペリン、■ハナ、■ダミー
- 幸村恵理 - 出雲[注 2]、初春